# Anamastigona hispidula
Anamastigona hispidula är en mångfotingart som först beskrevs av Filippo Silvestri 1895.  Anamastigona hispidula ingår i släktet Anamastigona och familjen Anthroleucosomatidae. Inga underarter finns listade i Catalogue of Life.